# Diadegma monospilum
Diadegma monospilum là một loài tò vò trong họ Ichneumonidae.